# Stema Uniunii Sovietice
- Acest articol face parte din seria dedicată Uniunii Sovietice, un stat federal azi dispărut (1917 - 1991).

Stema Uniunii Sovietice, (1958-1991)

Stema de stat a Uniunii Sovietice (în limba rusă: Государственный герб СССР) a fost adoptată în 1924 și a fost folosită până la  dezintegrarea Uniunii Sovietice din 1991. Din punct de vedere heraldic, avem de-a face mai degrabă cu o emblemă națională decât cu o stemă, deoarece „stema” nu respectă nici una dintre regulile consacrate. Totuși, în limba rusă este folosit cuvântul герб - gherb, cuvânt prin care sunt desemnate stemele tradiționale ale statelor. 
Stema este formată din simboluri sovietice tradiționale: secera și ciocanul și steaua roșie suprapuse pe un glob pământesc, totul înconjurat de doi snopi de grâu, legați cu panglici roșii, pe care se află deviza națională ("Proletari din toate țările, uniți-vă!") în toate limbile oficiale ale republicilor unionale, în ordinea inversă a celei în care sunt menționate în Constituția URSS. Versiunea folosită  după 1958 avea aceste motto-uri scrise  în 15 limbi, de timp ce a 16-a, limba finlandeză, a fost eliminată  după degradarea RSS Karelo-Finnică la rangul de republică autonomă a RSFS Ruse (1956). 
Fiecare republică sovietică unională sau autonomă avea propria stemă, inspirată din designul stemei Uniunii Sovietice. 